# Каннидо
Каннидо — большая шёлковая карта Старого света, составленная в Корее в правление короля Тхэджона в 1402 году на основе изучения более ранних китайских карт. Известна по двум копиям, сохранившимся в Японии (возможно, оригинал был вывезен в Японию во время Имджинской войны).
Каннидо — самая старая дальневосточная карта мира, сохранившаяся до наших дней (пускай и в копиях). На несколько десятилетий старше её только Большая карта династии Мин; она превосходит Каннидо и по точности. Эти две карты отразили представления китайцев и корейцев о мире накануне морских походов Чжэн Хэ.
Особенность Каннидо состоит в довольно точном изображении Африки, вплоть до южной оконечности и реки наподобие Оранжевой. Пагода на севере континента, вероятно, символизирует Александрийский маяк; рядом арабским словом «Миср» помечен Каир.
Также на карту нанесены Могадишу, Магриб, Иберия и «Алумангия» (Германия) — топонимы, известные на Дальнем Востоке по сочинениям исламских географов со времён монгольской династии Юань. Влияние периода Юань отражается и в том, что карта представляет именно юаньское административно-территориальное деление Китая.